# 하이퍼SCSI
하이퍼SCSI(HyperSCSI)는 SCSI 명령을 주고받아 스토리지에 접근하는 구식 프로토콜이다. 2000년부터 2003년까지 싱가포르의 데이터 스토리지 연구소 연구원들이 개발했다.
하이퍼SCSI는 iSCSI와 달리 인터넷 프로토콜 스위트(TCP/IP)를 우회하여 이더넷을 통해 직접 작동하여 스토리지 에어리어 네트워크(SAN)를 형성한다. 이는 라우팅, 재전송, 세그먼트화, 재조립 및 TCP/IP 스위트가 다루는 다른 모든 문제를 건너뛴다. iSCSI에 비해 IP의 유연성을 희생하고 성능상의 이점을 제공하도록 의도되었다. 독립적인 성능 테스트에서는 네트워크 혼잡 시 성능이 불안정하다는 것을 보여주었다.
하이퍼SCSI는 오래되고 잘 확립된 파이버 채널 및 표준화된 iSCSI와 직접 경쟁했기 때문에 상업 공급업체에 채택되지 않았다. 화중과기대학의 일부 연구원들은 전송 계층 프로토콜을 제공하지 못한 점을 지적하며 2007년에 신뢰성 계층을 구현했다.
HS/IP라는 또 다른 버전은 인터넷 프로토콜(IP)을 통해 개발되었다.

## 같이 보기
- 이더넷 기반 파이버 채널
- IP 기반 파이버 채널
- 인터넷 파이버 채널 프로토콜